# Noam Jenkins
Noam Jenkins (Parigi, 31 dicembre 1983) è un attore canadese.
Meglio conosciuto nel ruolo del detective Jerry Barber  nella serie drammatica canadese Rookie Blue. Egli è anche noto per alcune apparizioni in numerosi show televisivi come  Deep in the City, Pianeta Terra - Cronaca di un'invasione, e Covert Affairs, per aver interpretato Michael Marks in Saw II Deve la sua fama principalmente al ruolo di Aiden Pearce in Watch Dogs. Durante un'intervista quando Watch Dogs Legion ha rilasciato il DLC Bloodline, lui stesso ha affermato che interpretare il ruolo lo ha reso molto felice.

## Biografia
Interpreta spesso personaggi etnici, (per lo più italiani, spagnoli, mediorientali, e asiatici), per il suo aspetto particolare. Proprio per via dei suoi tratti nel web si vocifera che vorrebbero che faccesse coppia con una italiana di nome abbreviato in Mary in Watch Dogs.  Jenkins ha scherzosamente dichiarato in un'intervista che è infastidito dalla gente che pronuncia male il suo nome, che si pronuncia / noəm / / nom /, perché rendono il suono come la parola
"gnomo" come "gnomo da giardino".

## Filmografia

### Cinema
- Just for Fun, regia di David Oiye – cortometraggio (1993)
- Extreme Measures - Soluzioni estreme (Extreme Measures), regia di Michael Apted (1996)
- Moving Target, regia di Damian Lee (1996)
- Studio 54 (54), regia di Mark Christopher (1998)
- Two or Three Words, regia di Evan Georgiades (1999)
- Washed Up, regia di Michael DeCarlo (1999)
- Gossip, regia di Davis Guggenheim (2000)
- La sicurezza degli oggetti (The Safety of Objects), regia di Rose Troche (2001)
- Century Hotel, regia di David Weaver (2001)
- Scelte d'onore - Wise girls (WiseGirls), regia di David Anspaugh (2002)
- John Q, regia di Nick Cassavetes (2002)
- Cuori estranei (Between Strangers), regia di Edoardo Ponti (2002)
- Luck, regia di Peter Wellington (2003)
- The Statement - La sentenza (The Statement), regia di Norman Jewison (2003)
- Highwaymen - I banditi della strada (Highwaymen), regia di Robert Harmon (2003)
- Trouser Accidents, regia di Semi Chellas – cortometraggio (2004)
- Childstar, regia di Don McKellar (2004)
- Saw II - La soluzione dell'enigma (Saw II), regia di Darren Lynn Bousman (2005)
- Charlie Bartlett, regia di Jon Poll (2007)
- All Hat, regia di Leonard Farlinger (2007)
- This Beautiful City, regia di Ed Gass-Donnelly (2007)
- Saw IV, regia di Darren Lynn Bousman (2007)
- Adoration, regia di Atom Egoyan (2008)
- Transit Lounge, regia di Keith Hlady – cortometraggio (2008)
- Walled in - Murata viva, regia di Gilles Paquet-Brenner (2009)
- Ruthie No. 1, regia di John Kalangis – cortometraggio (2009)
- Piena di grazia (Full of Grace), regia di Andrew Hyatt (2015)
- Georgetown, regia di Christoph Waltz (2019)

### Televisione
- Quel fantasma di mia madre (Ghost Mom), regia di Dave Thomas – film TV (1993)
- Forever Knight – serie TV, episodio 2x13 (1995)
- TekWar – serie TV, episodio 2x06 (1995)
- Nancy Drew – serie TV, episodio 1x08 (1995)
- Sospetti in famiglia (Family of Cops), regia di Ted Kotcheff – film TV (1995)
- Devil's Food, regia di George Kaczender – film TV (1996)
- F/X  (F/X: The Series) – serie TV, episodio 2x05 (1997)
- Highlander: The Raven – serie TV, episodio 1x09 (1998)
- Total Recall 2070 – serie TV, episodio 1x09 (1999)
- The City – serie TV, 10 episodi (1999-2000)
- Twice in a Lifetime – serie TV, episodi 1x11-2x20 (1999-2001)
- Relic Hunter – serie TV, episodio 2x06 (2000)
- Thin Air, regia di Robert Mandel – film TV (2000)
- Queer as Folk – serie TV, episodi 1x16-1x17 (2001)
- Walter e Henry (Walter and Henry), regia di Daniel Petrie – film TV (2001)
- Pianeta Terra - Cronaca di un'invasione (Earth: Final Conflict) – serie TV, 7 episodi (2001-2002)
- The Associates – serie TV, episodi 2x07-2x15 (2002)
- Adventure Inc. – serie TV, episodio 1x08 (2002)
- Storie di guerra (War Stories), regia di Robert Singer – film TV (2003)
- Agente speciale Sue Thomas (Sue Thomas: F.B.Eye) – serie TV, episodio 2x15 (2004)
- Kojak – serie TV, episodi 1x03-1x04 (2005)
- Trump Unauthorized, regia di John David Coles – film TV (2005)
- Martha Behind Bars, regia di Eric Bross – film TV (2005)
- S.O.S. - La natura si scatena (Category 7: The End of the World) – miniserie TV (2005)
- 11 settembre - Tragedia annunciata (The Path to 9/11) – miniserie TV (2006)
- Il mistero della porta accanto (The House Next Door), regia di Jeff Woolnough – film TV (2006)
- The State Within - Giochi di potere (titolo originale: The State Within) – serie TV, 6 episodi (2006)
- ReGenesis – serie TV, episodi 3x02-3x10-3x13 (2007)
- Matters of Life & Dating, regia di Peter Wellington – film TV (2007)
- Sold, regia di Peter Wellington – film TV (2008)
- Flashpoint – serie TV, episodio 1x11 (2009)
- Being Erica – serie TV, episodio 1x13 (2009)
- Who Is Clark Rockefeller?, regia di Mikael Salomon – film TV (2010)
- Abroad, regia di Philip John – film TV (2010)
- Rookie Blue – serie TV, 35 episodi (2010-2012)
- Covert Affairs – serie TV, 7 episodi (2010-2013)
- Omicidi di coppia (Wandering Eye), regia di François Dompierre – film TV (2011)
- Against the Wall – serie TV, episodio 1x06 (2011)
- Costretto al silenzio (An Amish Murder), regia di Stephen Gyllenhaal – film TV (2013)
- Motive – serie TV, episodio 1x03 (2013)
- Saving Hope – serie TV, episodio 2x04 (2013)
- Longmire – serie TV, episodio 2x01-5x06 (2013-2016)
- The Listener – serie TV, episodio 5x13 (2014)
- Reign – serie TV, episodio 2x06 (2014)
- Mistresses - Amanti (Mistresses) – serie TV, 7 episodi (2015)
- Lost Girl – serie TV, 7 episodi (2015)
- The Art of More – serie TV, 7 episodi (2015-2016)
- Quantico – serie TV, episodio 1x12 (2016)
- Designated Survivor – serie TV, episodio 1x01 (2016)
- Killjoys – serie TV, episodio 3x05 (2017)
- Good Witch – serie TV, episodio 3xS (2017)
- Ransom – serie TV, episodio 3x03 (2019)
- Private Eyes – serie TV, episodio 3x05 (2019)
- Hudson & Rex – serie TV, episodi 2x01-2x02 (2019)
- Frankie Drake Mysteries – serie TV, episodio 3x05 (2019)
- Wynonna Earp – serie TV, 5 episodi (2020-2021)
- Kakegurui (Bet) – serie TV,  episodi (2025-)

## Doppiatori italiani
Nelle versioni in italiano delle opere in cui ha recitato, Noam Jenkins è stato doppiato da:
- Davide Marzi in Walled In - Murata viva, Quantico
- Sergio Lucchetti in Charlie Bartlett
- Roberto Accornero in Rookie Blue
- Enrico Chirico in Longmire
- Francesco Prando in Piena di grazia
- Giorgio Borghetti in Private Eyes
- Fabio Gervasi in Condor
- Riccardo Scarafoni in Reacher

Da doppiatore è stato sostituito da:
- Lorenzo Scattorin in Watch Dogs, Watch Dogs: Legion